# UTY-Baureihe OʻZ-Y
Die UTY-Baureihe OʻZ-Y der Eisenbahn von Usbekistan (UTY) ist eine sechsachsige Schnellzuglokomotive für mit Wechselstrom elektrifizierte Eisenbahnen. Entwickelt wurde die Lokomotive vom Elektrolokomotivwerk Zhuzhou in Zusammenarbeit mit Siemens Mobility. Die Benennung der Lokomotive bedeutet Güter-Personenzuglok der ersten Serie von Oʻzbekiston. Das spiegeln die ersten beiden Buchstaben wider, der Buchstabe Y bezeichnet die Betriebsanwendung Yoʻlovchi (Personenzug).

## Geschichte
Die erste Elektrolokomotive für die Eisenbahn von Usbekistan wurde von Siemens Mobility entwickelt und von dem Elektrolokomotivwerk Zhuzhou geschaffen. Die Lokomotive bewährte sich bisher gut.
Die Reihe geht von der Konstruktion her auf den Euro Sprinter, die chinesische HXD1 und die KTZ-Baureihe KZ4A zurück. 2008 erklärten die Eisenbahn von Usbekistan den Erwerb von 15 Einheiten einer erneuerten Serie Elektrolokomotiven für das Bedürfnis von gemischten Diensten auf den Stationen Taschkent, Navoiy und Samarqand.

## Technische Parameter
Äußerlich ist die Lokomotive der Reihe OʻZ-Y ähnlich der KTZ-Baureihe KZ4A, welche gleichfalls von dem Elektrolokomotivwerk Zhuzhou geschaffen wurde. Die unterscheidende Besonderheit der Elektrolokomotive OʻZ-Y von dem Vorgänger sind:
- der Fahrzeugteil der Lokomotive besteht aus zwei dreiachsigen Drehgestellen, die mit dem Lokomotivkasten über Flexicoil-Schraubenfedern abgestützt sind.
- sie besitzen genauere Computer-Systeme über die Verteilung der Last, wodurch die Gefahr des Schleuderns der ersten Achse weitgehend ausgeschlossen ist.
- Einführung eines neuen 32-bit Operations-Systemes der Benennung Sibas.

Der Lokkasten ist mit tragenden Rahmen in Schweißbauweise ausgeführt. Die Kraft- und Traktionsausrüstung besteht aus Elektrofahrmotoren der Firma Siemens Mobility, bis auf die zusammengestellten Diagnostik-Systeme. Die Bauteile sind so angeordnet, dass im Lokkasten ein breiter Korridor mit Havarieausstieg aus dem Dach besteht. Die Montage der Baugruppen und Aggregate im Kasten ist über die Blockbauweise mit zentralem breitem Korridor ausgeführt. Aus russischer Produktion wurden die Systeme KLUB-U und der Zugfunk mit der Bezeichnung РВ-1МЦ verwendet.